# Danh mục loài tuyệt chủng trong tự nhiên theo Sách đỏ IUCN (động vật)
Tính đến tháng 7 năm 2016, Liên minh Bảo tồn Thiên nhiên Quốc tế (IUCN) đã liệt kê 33 loài tuyệt chủng trong tự nhiên thuộc giới động vật. Khoảng 0,05% trong số tất cả các loài động vật được đánh giá thuộc tình trạng tuyệt chủng trong tự nhiên. IUCN cũng liệt kê năm phân loài động vật đã tuyệt chủng trong tự nhiên.
Đây là một danh sách đầy đủ về các loài tuyệt chủng trong tự nhiên, chúng là các loài động vật hoang dã và các phân loài được đánh giá bởi IUCN.

## Động vật thân mềm
Loài
- Aylacostoma chloroticum
- Aylacostoma guaraniticum
- Aylacostoma stigmaticum
- Partula dentifera
- Partula faba
- Partula hebe
- Partula mirabilis
- Partula mooreana
- Partula nodosa
- Partula rosea
- Sutural partula (Partula suturalis)
- Partula tohiveana
- Partula tristis
- Partula varia

Phân loài
- Partula suturalis strigosa
- Partula suturalis vexillum
- Partula taeniata elongata
- Partula taeniata nucleola
- Partula taeniata simulans

## Động vật chân đốt
- Dế bụi deceptor Oahu (Leptogryllus deceptor)
- Bọ hang động Simandoa (Simandoa conserfariam)
- Socorro isepad (Thermosphaeroma thermophilum)

## Động có dây sống
Có 19 loài động vật được đánh giá là tuyệt chủng trong tự nhiên.

### Động vật lưỡng cư
- Cóc Kazakhstan (An Waxrus baxteri)
- Cóc Kihansi (Nectophrynoides asperginis)

### Động vật có vú
- Hươu Père David (Elaphurus davidianus)
- Scimitar oryx (Oryx dammah)
- Sư tử Barbary (Panthera leo leo subspecie)

### Bò sát
- Rùa mềm softshell (Nilssonia nigricans)
- Skink đuôi xanh
- Tắc kè đảo Giáng sinh
- Rùa Hoàn Kiếm

### Cá
- Potosi pupfish (Cyprinodon alvarezi)
- Cachorrito de charco palmal (Cyprinodon longidorsalis)
- Golden skiffia (Skiffia francesae)
- Beloribitsa (Stenodus leucichthys)
- Marbled swordtail (Xiphophorus meyeri)
- Monterrey platyfish (Xiphophorus couchianus)
- Pedder galaxias (Galaxias pedderensis)

### Chim
- Hawaiian crow (Corvus hawaiiensis)
- Alagoas curassow (Mitu mitu)
- Guam kingfisher (Todiramphus cinnamominus)
- Socorro dove (Zenaida graysoni)

- Vẹt đuôi dài (Cyanopsitta spixii)